# Rushock
Rushock – wieś w Anglii, w hrabstwie Worcestershire, w dystrykcie Wyre Forest. Leży 17 km na północ od miasta Worcester i 168 km na północny zachód od Londynu. W 2001 miejscowość liczyła 138 mieszkańców.